# Koikkalanmäen rinnelaitumet
Koikkalanmäen rinnelaitumet este o arie protejată (arie specială de conservare — SAC, sit de importanță comunitară — SCI) din Finlanda întinsă pe o suprafață de 2,1 ha, integral pe uscat.

## Localizare
Centrul sitului Koikkalanmäen rinnelaitumet este situat la coordonatele 62°04′34″N 30°10′34″E / 62.0761°N 30.1761°E.

## Înființare
Situl Koikkalanmäen rinnelaitumet a fost declarat sit de importanță comunitară în mai 2002 pentru a proteja un număr necunoscut de specii din flora spontană și fauna sălbatică aflate în arealul zonei. Situl a fost protejat și ca arie specială de conservare în aprilie 2015.

## Biodiversitate
Situată în ecoregiunea boreală, aria protejată conține 2 habitate naturale: Pajiști fino-scandinave uscate până la mezice, bogate în specii de altitudine mică, Pășuni din zone de pădure fino-scandinave.
La baza desemnării sitului se află un număr nedeclarat de specii protejate.